# Ixíon

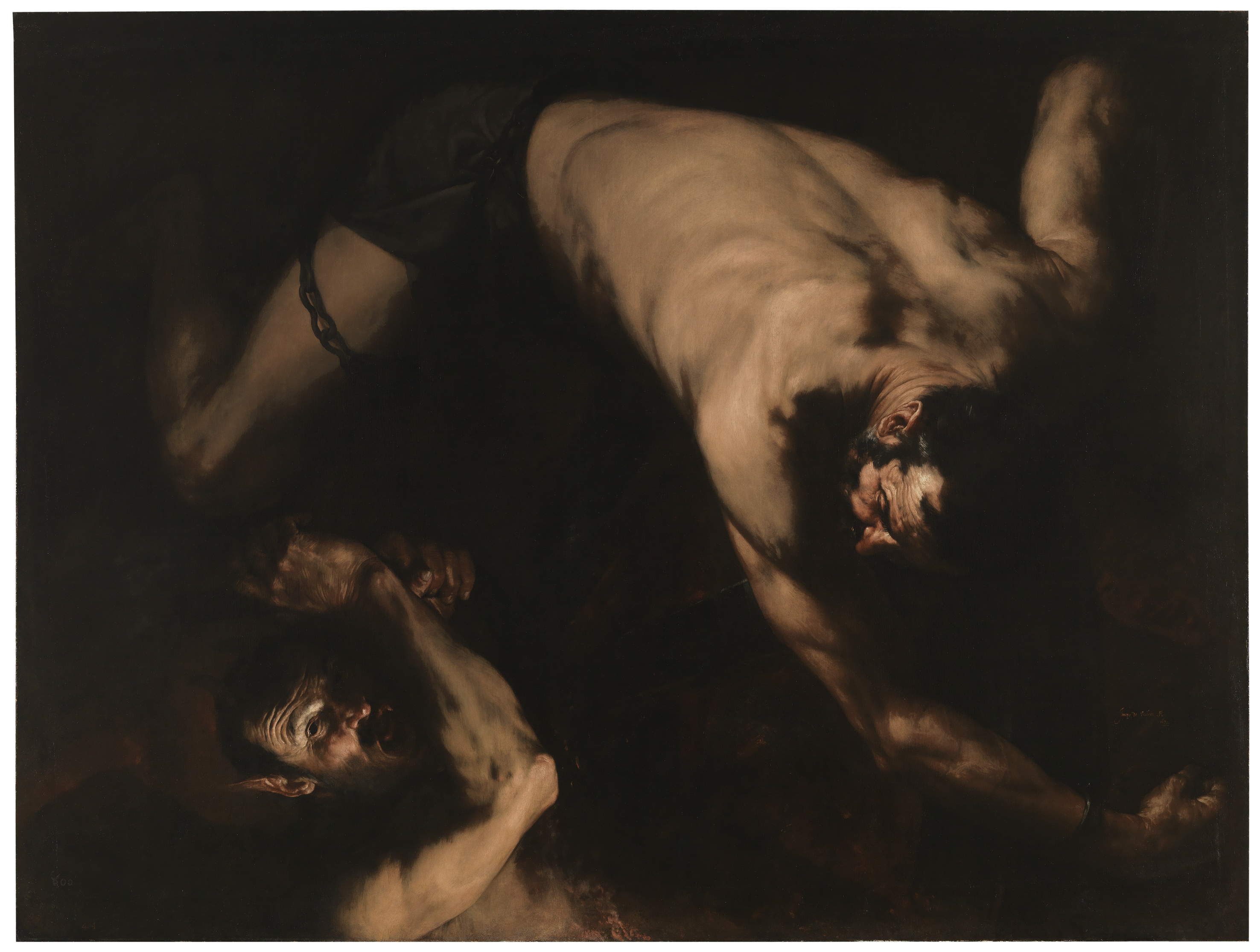
Ixíon, oli de Josep de Ribera de l'any 1632.

Segons la mitologia grega, Ixíon (en grec antic Ἰξίων) va ser un rei dels làpites, fill de Flègias i germà de Coronis. Hi ha discrepàncies sobre la genealogia d'Ixíon, tot i que fer-lo fill de Flègias és la més corrent. Pot ser també fill d'Ares, o d'Èton, d'Ancíon o de Pisíon. La seva mare és Perimele.
Es casà amb Dia, filla de Deíon, i fou pare de Pirítous, l'amic de Teseu. Quan va demanar la mà de la noia va fer moltes promeses a Deíon, però quan el rei, després del casament, li reclamà el que havia ofert, no va voler donar al seu sogre el dot que li havia promès i, per alliberar-se del compromís, el matà llançant-lo a una fossa plena de carbó ardent. Va esdevenir culpable no només de perjuri, sinó també d'assassinat. Ningú no el volia purificar del seu crim fins que, amb aparença de penediment, acudí a Zeus, que el prengué sota la seua protecció, el va alliberar de la follia que s'havia apoderat d'ell i el portà a l'Olimp on li concedí el do de la immortalitat. Però Ixíon traí la confiança del déu fent propostes indecents a Hera. Assabentat d'això, Zeus (o potser la mateixa Hera) va prendre un núvol (Nèfele) que havia modelat amb les formes d'Hera i el portà al jaç d'Ixíon, que caigué en el parany. De la seua unió amb el núvol, s'originà el poble dels centaures. Davant aquesta nova deslleialtat, Zeus el va precipitar al Tàrtar, on el feu lligar a una roda que gira sense parar. Com que Zeus li havia concedit la immortalitat, Ixíon ha de patir el seu càstig sense esperar que pari mai.